# (3560) Chenqian
(3560) Chenqian ist ein Asteroid des Hauptgürtels, der am 3. September 1980 am Purple-Mountain-Observatorium in Nanjing entdeckt wurde.
Die Herkunft des Namens ist nicht bekannt.